# Anne Engel
Anne Engel (* 4. Juli 1985 in Cottbus) ist eine ehemalige deutsche Fußballspielerin.

## Karriere
Engel spielte von 2005 bis 2011 im Seniorinnenbereich für zwei Frankfurter Vereine. Zunächst bestritt sie in der Saison 2005/06 13 Bundesligaspiele für den FSV Frankfurt. Sie debütierte am 14. August 2005 (1. Spieltag) bei der 0:6-Niederlage im Auswärtsspiel gegen den FCR 2001 Duisburg und bestritt ihr letztes Punktspiel am 26. März 2006 (13. Spieltag) bei der 0:7-Niederlage im Auswärtsspiel gegen den FFC Heike Rheine. Da ihr Verein am Saisonende als Absteiger feststand und aufgrund fehlender eigener finanzieller Tragfähigkeit unmittelbar danach aufgelöst wurde, schloss sie sich der zweiten Mannschaft des 1. FFC Frankfurt in der 2. Bundesliga Süd an. Mit Saisonbeginn 2007/08 gehörte sie dem 1. FFC Frankfurt an, für den sie zunächst im WM-Überbrückungsturnier 2007 drei Spiele der Gruppe 1 und anschließend drei Bundesligaspiele – am dritten, fünften und siebten Spieltag – bestritt. In der Folgesaison bestritt sie einzig die am 26. Oktober 2008 (7. Spieltag) mit dem Hamburger SV mit 5:0 gewonnene Begegnung.
Danach folgten zwei Spielzeiten für den 1. FFC Frankfurt II in der 2. Bundesliga Süd, in denen sie 16 Punktspiele bestritt. Zuletzt bestritt sie in der Saison 2014/15 drei Punktspiele für den 1. FFC Frankfurt III in der drittklassigen Regionalliga Süd.
Nach dem Ende ihrer Spielerkarriere übernahm sie zunächst den Posten der Geschäftsstellenleiterin bei der Deutschen Gesellschaft für Sportmedizin und Prävention (DGSP) in Frankfurt/Main. Seit 1. April 2018 ist Anne Engel Geschäftsführerin des Fußball-Landesverband Brandenburg mit Sitz in ihrer Geburtsstadt.

## Erfolge
- Deutscher Meister 2007, 2008
- DFB-Pokal-Sieger 2008 (ohne Einsatz)